# Jigeum Uri Hakgyoneun
지금 우리 학교는 (RR: Jigeum Uri Hakgyoneun; traduïble en català com a «Ara a la nostra escola» i en hanja: 只今 우리 學校는) és una sèrie de televisió de terror d'apocalipsi zombi per a la majoria d'edat de Corea del Sud. És protagonitzada per Park Ji-hoo, Yoon Chan-young, Cho Yi-hyun, Lomon, Yoo In-soo, Lee Yoo-mi, Kim Byung-chul, Lee Kyu-hyung i Jeon Bae-soo. La sèrie té lloc principalment en una escola secundària de Corea del Sud quan de sobte esclata una apocalipsi zombi que amenaça la seguretat dels estudiants. Es basa en el webtoon Naver Now at Our School de Joo Dong-geun, que es va publicar entre el 2009 i el 2011.
La sèrie es va estrenar el 28 de gener de 2022 a Netflix.

## Argument
Després d'un experiment científic fallit, una escola secundària local està envaïda de zombis i els estudiants atrapats lluiten per sobreviure. Sense menjar ni aigua, i la comunicació tallada per part del govern, han d'utilitzar equips al voltant de l'escola per protegir-se enmig d'un camp de batalla o passaran a formar part dels infectats.

## Episodis
Estrenada a diversos mercats territorials audiovisuals amb el títol en anglès All of Us Are Dead consta d'una temporada amb dotze episodis amb una durada de 53 a 72 minuts. La sèrie completa es va estrenar a tots els mercats mundials de Netflix el 28 de gener de 2022.
| Núm. | Títol        | Data d'estrena original |
| --- | ------------ | ----------------------- |
| 1 | «Episodi 1»  | 28 de gener de 2022     |
| Un grup de matones liderats per Son Myung-hwan de l'institut Hyosan ataca al seu company d'estudiant Lee Jin-su. Jin-su cau del terrat i és hospitalitzat. El seu pare, Lee Byeong-chan, un professor de ciències de Hyosan High, s'adona que Jin-su ha desenvolupat un comportament semblant a un zombi. Un temps després, a l'institut Hyosan, l'estudiant Kim Hyeon-ju és mossegat per un hàmster infectat al laboratori de ciències. Byeong-chan ho veu i tanca Hyeon-ju dins del laboratori, però ella escapa i es transforma en un zombi uns dies després. El personal i els estudiants ho veuen i porten a Hyeon-ju a la clínica de l'escola, on Hyeon-ju de sobte mossega a la infermera de l'escola. Una ambulància porta Hyeon-ju a l'hospital. La infermera es transforma en zombi i ataca a diversos estudiants, que s'infecten i comencen un brot dins de l'escola. |              |                         |
| 2 | «Episodi 2»  | 28 de gener de 2022     |
| A causa de la ràpida propagació del virus per tota l'escola, els estudiants i amics de la infància Nam On-jo i Lee Cheong-san fugen i s'amaguen a la seva classe amb els seus companys supervivents Choi Nam-ra, Lee Su-hyeok, Han Gyeong-su i Yoon. I-sak, Oh Jun-yeong, Lee Na-yeon, Kim Ji-min, Seo Hyo-ryung, Yang Dae-su, Jang Woo-jin i Kim Min-ji. Un professor infectat que s'amaga dins de l'aula es transforma de sobte en un zombi i mossega a Min-ji, provocant que els altres estudiants fugin a una altra habitació. I-sak, però, s'infecta i és llançat per la finestra, per a la desesperació d'On-jo. Mentrestant, Yoon Gwi-nam, un matón, s'amaga a la cuina de la cafeteria. Arriba l'equip de tir amb arc de l'escola i s'adona de la situació a l'escola. Els estudiants de cicle superior Yoo Jun-seong, Lee Ha-lim i Park Mi-jin estan atrapats en un lavabo. A l'hospital, Hyeon-ju infecta diverses persones més, la qual cosa fa que el virus s'estengui gradualment per Hyosan. |              |                         |
| 3 | «Episodi 3»  | 28 de gener de 2022     |
| Els alumnes surten de l'aula actual i van a la sala de retransmissions perquè hi és la seva professora d'anglès, la Sra Park. Lluiten contra un altre zombi, fent que en Gyeong-su es rasqui al canell. Na-yeon l'acusa d'estar infectat i l'aïllen per la seva seguretat. Després d'aïllar a Gyeong-su en una habitació de la cantonada, Na-yeon finge disculpar-se, però secretament posa sang de zombi a un mocador i se l'aplica a la seva ferida, fent que Gyeong-su es transformi i ataci els supervivents, que el llencen per la finestra. Mentre els estudiants condemnen Na-yeon per assassinar Gyeong-su, Na-yeon surt de l'habitació, amb una preocupada senyora Park seguint-la. Mentrestant, després de la mort d'Ha-lim, Mi-jin i Jun-seong s'uneixen als dos supervivents d'atletes de tir amb arc, la germana de Woo-jin, Jang Ha-ri, i el seu coatleta Jung Min-jae, al lavabo. Gwi-nam s'escapa de la cuina. La situació de Hyosan fa que el govern imposa la llei marcial i comencen a evacuar els supervivents. La mare de Cheong-san va a l'escola, preocupada per la seguretat de Cheong-san. El pare bomber d'On-jo, Nam So-ju, i el seu equip s'amaguen en una instal·lació governamental amb la assemblea de Hyosan Park Eun-hee i els seus associats. |              |                         |
| 4 | «Episodi 4»  | 28 de gener de 2022     |
| Després que el detectiu de policia Song Jae-ik arrestés el fugitiu Byeong-chan i el detingués per haver creat el virus, Byeong-chan explica que estava enfadat per la indiferència de l'escola cap als assetjadors que sovint abusaven del seu fill. Va crear un virus en un intent de fer el seu fill més fort, només per veure que el seu fill es convertia en un zombi. Una horda de zombis ataca la comissaria de policia i Byeong-chan és mossegat. Aprofitant els seus últims moments, Byeong-chan li diu a Jae-ik que el seu ordinador portàtil és al laboratori de ciències de l'escola amb la resposta per erradicar el virus i ell es queda enrere per bloquejar l'horda. Després de rebre la informació crucial, Jae-ik i el seu únic col·lega júnior supervivent Jeon Ho-chul escapen. Mentrestant, Su-hyeok i Cheong-san prenen un telèfon en una habitació, però estan separats per zombis. Su-hyeok torna sol a la sala d'emissions amb el telèfon. Cheong-san s'amaga a l'habitació del director, on és testimoni de Gwi-nam matant el director. Fuig, amb Gwi-nam perseguint-lo. En el món exterior, So-ju evacua els supervivents del govern i s'embarquen en un helicòpter. |              |                         |
| 5 | «Episodi 5»  | 28 de gener de 2022     |
| Gwi-nam i Cheong-san es barallen a la biblioteca escolar infestada. Cheong-san colpeja l'ull esquerre de Gwi-nam i el llança a l'horda abans d'escapar. Mentre Gwi-nam és devorat, promet venjar-se contra Cheong-san. Jun-yeong i On-jo van recuperar un dron volador del laboratori de ciències, que utilitzen per trobar Cheong-san. Envien el dron fora de l'escola i es veuen desconcertats per veure la destrucció. Mentrestant, els supervivents del bany –Jun-seong, Mi-jin, Min-jae i Ha-ri– entren a la llar d'infants de l'escola, abans de dirigir-se al centre d'entrenament de tir amb arc per utilitzar un telèfon d'emergència per demanar ajuda. Al món exterior, mentre intenten arribar a Hyosan High, Jae-ik i Ho-chul busquen refugi en un restaurant de pollastre fregit, on troben una estudiant de Hyosan High, Park Hee-su, infectada i lligada a la porta. amb el seu nadó sa i ben col·locat en un banc lluny d'ella, Jae-ik rescata el nadó. Simultàniament, So-ju i el seu grup arriben a una zona de quarantena militar. Gwi-nam és mossegat, però es troba en un estat mig zombificat i busca venjança contra Cheong-san. |              |                         |
| 6 | «Episodi 6»  | 28 de gener de 2022     |
| Els estudiants utilitzen el sistema de transmissió per informar a Cheong-san que vindran a buscar-lo. Utilitzen la música per distreure els zombis quan surten de l'habitació. Gwi-nam escolta l'emissió i després segueix el grup. Gwi-nam es troba amb Su-hyeok, que es nega a renunciar a Cheong-san, així que Gwi-nam l'ataca. Nam-ra ajuda a Su-hyeok, però és mossegat per Gwi-nam. Nam-ra i Su-hyeok van empènyer a Gwi-nam per una finestra abans d'amagar-se en una habitació. Nam-ra no es transforma immediatament. Cheong-san, que abans va presenciar la mossegada de Gwi-nam, afirma que la van matar malgrat la insistència de Su-hyeok que Gwi-nam no era un zombi quan va mossegar a Nam-ra. Nam-ra està al costat d'una finestra, disposada a saltar si es transforma; Su-hyeok es queda al seu costat. Nam-ra entra gradualment en un estat semi-zombificat i té les ganes de mossegar a Su-hyeok, però recupera el control d'ella mateixa. Sense saber-ho, a la sala de la PTA adjacent, Na-yeon és viu. Els supervivents del bany lluiten per sortir i entrar al centre d'entrenament de tir amb arc, però Jun-seong està ferit. Al restaurant de pollastre, Jae-ik i Ho-chul salven una noia anomenada Se-bin. So-ju s'escapa de la zona de quarantena i es dirigeix a l'escola per rescatar On-jo.                                                                            |              |                         |
| 7 | «Episodi 7»  | 28 de gener de 2022     |
| Nam-ra mostra uns sentits més elevats de l'oïda, la visió, l'olfacte i la força, mentre es submergeix més en un estat mig zombificat. Com a pla del grup per escapar, tanquen una porta de l'habitació mentre una altra es deixa oberta i es crea una gran barrera al mig de la sala. Els zombis se senten atrets pels sorolls que es fan, netejant el passadís i permetent als supervivents fugir fins al terrat, però la porta del terrat va ser tancada per Kim Chul-soo, un paria de l'escola que ja estava al terrat quan va començar l'epidèmia. Mentre els zombis segueixen els estudiants a l'escala que condueix al terrat, Su-hyeok i Cheong-san lluiten. Cheong-san es troba cara a cara amb Gwi-nam, que no sembla afectat per la caiguda anteriorment. En el món exterior, So-ju s'arma amb una escopeta de l'armeria de la comissaria i segueix el seu camí cap a Hyosan High per salvar la seva filla. Jae-ik, Ho-chul, Se-bin i el nadó, escapen amb èxit dels carrers infestats amb una motocicleta. Jae-ik veu un supervivent en un terrat, un streamer en directe sobrenomenat "Orangiberish", i intenta rescatar-lo. Ho-chul, però, l'abandona i se'n va amb els nens a la moto a causa dels zombis. |              |                         |
| 8 | «Episodi 8»  | 28 de gener de 2022     |
| Després que en Nam-ra llença en Gwi-nam per les escales, la porta finalment s'obre. Tanmateix, he arribat massa tard perquè un helicòpter militar va marxar amb Chul-soo. Els alumnes fan un senyal de socors SOS per si arriba un altre helicòpter. Al món exterior, Ho-chul i els dos nens tornen a la llar d'infants amb autobús. Tant Jae-ik com Orangibberish salten a dalt de l'autobús quan surt. Es fan camí per Hyosan i recullen Min Eun-ji, un estudiant de secundària de Hyosan suposadament no infectat (també un paria i víctima d'assetjament de Gwi-nam). Sense saber-ho, Eun-ji també es troba en un estat semi-zombificat. Aviat són recollits pels militars. A l'escola, durant la nit, els dos grups diferents de supervivents s'uneixen per separat. Per als supervivents del bany, Ha-ri ensenya tir amb arc a Mi-jin. Els supervivents del terrat es reuneixen al voltant d'una foguera i parlen del seu passat. En un flashback es mostra que el professor Park va ser mossegat mentre protegia a Na-yeon. La Na-yeon decideix portar menjar als supervivents al terrat de la PTA després de lamentar els seus errors. Tanmateix, Gwi-nam mossega a Na-yeon després de veure-la. Mentrestant, Cheong-san confessa l'amor del duo per On-jo després de 12 anys, ella, avergonyida, marxa sent atacada per Gwi-nam que ha pujat al terrat, Cheong-san intervé per protegir-la. |              |                         |
| 9 | «Episodi 9»  | 28 de gener de 2022     |
| Gwi-nam intenta treure l'ull de Cheong-san abans que Nam-ra llence a Gwi-nam del terrat. Després que Jae-ik i els seus companys siguin portats al camp de quarantena, Jae-ik durant l'interrogatori revela l'ordinador portàtil de Byeong-chan i les seves últimes paraules. L'exèrcit envia un helicòpter a Hyosan High, on les tropes prenen l'ordinador portàtil de l'escola i estan a punt d'evacuar els estudiants supervivents. No obstant això, se'ls dona l'ordre obligatòria d'última hora de tractar tots els supervivents com a asimptomàtics i abandonar-los, a causa d'un accident al campus en què Eun-ji es va tornar agressiu de sobte i va mossegar a Chul-soo. Els soldats deixen enrere els supervivents al terrat de mala gana, per a la seva angoixa mútua. Els soldats i els científics estudien tant l'Eun-ji com un soldat totalment zombificat. A Hyosan High, comença a ploure i a tronar, cosa que perjudica l'oïda i la visió dels zombis. Tant els supervivents del terrat com els supervivents del bany noten la debilitat dels zombis i, aleshores, tots dos grups intenten utilitzar-lo per escapar. Els supervivents del terrat escapen i arriben primer a la planta baixa i entren a l'aparcament. Cheong-san està sorprès en veure la seva mare, que ara és un zombi, parada davant seu darrere d'un camió.                                                       |              |                         |
| 10 | «Episodi 10» | 28 de gener de 2022     |
| Els crits de Cheong-san criden l'atenció dels zombis propers i els supervivents del terrat fugen. Hyo-ryung cau mentre corre, i Ji-min la deixa enrere. Ji-min es perd i mor al camp de futbol de l'escola. Mentrestant, Hyo-ryung és rescatat per Woo-jin. La Ha-ri, amb els seus companys, es retroba amb el seu germà i es van trobar amb els altres a l'auditori. En entrar, però, Nam-ra, a causa de la seva condició mig zombi, detecta ràpidament una enorme horda de zombis. Durant l'atac, Min-jae fuig fora mentre Jun-seong es sacrifica per guanyar temps als altres per amagar-se dins de la sala d'equipament esportiu. L'endemà, els supervivents formulen un pla per utilitzar l'equipament esportiu i els carros metàl·lics per formar una barricada mòbil per envoltar-se mentre surten de l'auditori. Mentre duen a terme el pla, l'horda de zombis els ataca i Jun-yeong s'infecta. Just quan els zombis estan a punt d'aclaparar la barricada, la porta s'obre de sobte i On-jo veu el seu pare, que finalment ha arribat a l'escola. Mentrestant, els militars i els científics analitzen les dades de l'ordinador portàtil de Byeong-chan, i després que els experts prediquin que l'epidèmia de zombis podria posar en perill tota Corea del Sud, l'exèrcit decideix bombardejar Hyosan.                                                                                     |              |                         |
| 11 | «Episodi 11» | 28 de gener de 2022     |
| Els supervivents escapen amb So-ju i es troben amb zombis a la pista de tennis. Utilitzant les bengales i el xiulet, So-ju distreu els zombis. Els estudiants poden sortir del tribunal, però So-ju és mossegat i mor protegint la seva filla. Els supervivents arriben més tard a les obres de l'escola i es queden al balcó. Gwi-nam es troba amb Min-jae al centre d'entrenament de tir amb arc i l'ataca violentament. Després de rebre l'última ubicació coneguda del grup, Gwi-nam mata Min-jae i segueix el seu camí. Mentrestant, l'exèrcit utilitzen drons per atraure els zombis de Hyosan als llocs de bombardeig seleccionats, inclosa Hyosan High. Els estudiants es preparen per fugir, però de sobte apareix Gwi-nam i mossega a Cheong-san. Cheong-san l'empeny fora de l'edifici. En veure que anava a girar, Cheong-san besa i abraça a On-jo abans d'entrar a l'edifici per distreure els zombis, permetent que la resta escapin del lloc de construcció amb seguretat. Mentre Cheong-san es troba en un enfrontament final amb Gwi-nam, l'exèrcit bombardeja els llocs designats, eliminant els zombis. Cheong-san i Gwi-nam van caure en un forat a causa de l'impacte de l'explosió. Com a penediment d'haver comandat el bombardeig, el comandant militar, Jin Seon-moo, se suïcida.                                                                                          |              |                         |
| 12 | «Episodi 12» | 28 de gener de 2022     |
| Després de la fugida dels estudiants, arriben a un barri abandonat. Nam-ra intueix alguns zombis. Els estudiants intenten escapar del barri, però la cama de Dae-su està ferida, cosa que els obliga a quedar-se i lluitar contra els zombis. Woo-jin és mossegat mentre salvava la seva germana, cosa que fa que Nam-ra el mati. Mentre escapen, Nam-ra sent cada cop més les ganes de menjar-se els seus amics i gairebé mossega a On-jo. Moguda pel remordiment i per no fer mal als seus amics, Nam-ra abandona el grup i desapareix al barri. Els sis estudiants supervivents restants - Su-hyeok, On-jo, Dae-su, Hyo-ryung, Mi-jin i Ha-ri - arriben a un ferrocarril i finalment van ser rescatats pels militars. Quatre mesos després, el govern posa fi a la llei marcial a Hyosan, però continua posant en quarantena els residents. Els sis estudiants surten furtivament del campament i tornen a la Hyosan High, destruïda. Nam-ra, que es veu bé i sana tot i romandre com a mig zombi, es troba amb ells. Nam-ra diu que hi ha uns quants més com ella que van escapar de l'escola i Nam-ra informa al grup que tornarà abans de saltar pel terrat, deixant els altres mirant-la. |              |                         |

## Repartiment

### Estudiants
- Nam On-jo, interpretada per Park Ji-hu: estudiant de 2 a 5 anys, veí i amic de la infància de Cheong-san.
- Lee Cheong-san, interpretat per Yoon Chan-young: la veïna d'On-jo i el seu amic de la infància més tard es troben enamorats d'ella.
- Choi Nam-ra, interpretada per Cho Yi-hyun: la líder de classe de la secció 2-5, malgrat la seva habilitat en l'estudi, té un comportament reservat i fred amb els altres.
- Lee Su-hyeok, interpretat per Lomon: un antic mató que és molt bo per lluitar.
- Yoon Gwi-nam interpretat per Yoo In-soo, un estudiant violent que intimida altres estudiants i és el principal antagonista de la sèrie.
- Lee Na-yeon, interpretada per Lee Yoo-mi: una estudiant molt rica i mimada que posa el seu propi benestar per sobre dels altres durant l'epidèmia.
- Seo Hyo-ryung, interpretada per Kim Bo-yoon.
- Yoon I-sak, interpretada per Kim Joo-ah: el millor amic d'On-jo.
- Yang Dae-su, interpretat per Im Jae-hyuk.
- Jang Woo-jin, interpretat per Son Sang-yeon: germà petit d'Ha-ri.
- Kim Ji-min, interpretada per Kim Jin-young.
- Han Gyeong-su, interpretat per Ham Sung-min: el millor amic de Cheong-san
- Kim Min-ji, interpretada per Kim Jung-yeon: un amic de Nam On-jo, Yoon I-sak, Yang Dae-su i Seo Hyo-ryung
- Oh Joon-young, interpretat per Ahn Seung-gyun: un dels millors alumnes de la classe.
- Jang Ha-ri, interpretada per Ha Seung-ri: una estudiant sènior i germana gran de Woo-jin, té com a objectiu entrar a una universitat d'esports de tir amb arc; durant l'epidèmia busca el seu germà.
- Park Mi-jin, interpretat per Lee Eun-saem: Un estudiant sènior.
- Jung Min-jae, interpretat per Jin Ho-eun: membre del club de tir amb arc de l'escola.
- Yoo Jun-seong, interpretat per Yang Han-yeol.
- Min Eun-ji, interpretada per Oh Hye-soo: una noia que és assetjada per Gwi-nam.
- Kim Chul-soo interpretat per Ahn Ji-ho: Gwi-nam's Bullying Victim.
- Kim Hyeon-ju, interpretada per Jung Yi-seo: una bulla escolar al costat de Gwi-nam.
- Park Hee-su, interpretada per Lee Chae-eun: una estudiant embarassada.
- Lee Jin-su, interpretat per Lee Min-goo: Fill de Byeong-chan, víctima del bullying.
- Son Myung-hwan, interpretat per Oh Hee-joon: Un estudiant que guia els assetjadors escolars en la seva intimidació en els casos més febles.
- Park Chang-hoon, interpretat per Shin Jae-hwi: Un dels matones de l'escola.

### Personal de l'escola
- Lee Byeong-chan, interpretat per Kim Byung-chul: el professor de ciències darrere del virus que va iniciar el brot per intentar ajudar el seu fill assetjat.
- Park Sun-hwa, interpretada per Lee Sang-hee: el professor d'anglès de l'escola.
- Kang Jin-goo, interpretat per Yoon Byung-hee: El professor de gimnàstica.
- Infermera escolar, interpretada per Ahn Si-ha.
- Jung Yong-nam, interpretat per Yoon Kyung-ho: Mestra de coreà.
- El director, interpretat per Um Hyo-sup: Es preocupa més per la reputació de la institució que pel benestar dels estudiants.

### Altres
- Song Jae-ik, interpretat per Lee Kyu-hyung: un detectiu de la comissaria de policia de Hyosan que busca una cura per a l'epidèmia.
- Jeon Ho-chul, interpretat per Park Jae-chul: Un oficial de policia auxiliar.
- Nam So-ju, interpretat per Jeon Bae-soo: el capità de l'equip de rescat de bombers Hyosan 1 i pare d'On-jo, intenta posar-se al dia amb la seva filla que es queda a l'escola.
- Kim Woo-shin, interpretat per Woo Ji-hyun [23]: El membre més jove del departament de bombers de Hyosan.
- Park Young-hwan, interpretat per Dong Hyun-bae: un paramèdic de l'equip de rescat de l'estació de bombers de Hyosan.
- La mare de Cheong-san, interpretada per Lee Ji-hyun: el propietari d'un restaurant de pollastre fregit que li té un profund afecte es converteix en un zombi quan intenta unir-se al seu fill a l'escola.
- Park Eun-hee, interpretada per Bae Hae-sun: membre de l'Assemblea Nacional que representa Hyosan.
- Jo Dal-ho, interpretat per Jo Dal-hwan: un assistent del senyor.

## Producció

### Desenvolupament
El 12 d'abril de 2020, Netflix va anunciar mitjançant un comunicat de premsa que JTBC Studios i Film Monster produirien una sèrie anomenada All of Us Are Dead basada en el popular webtoon Now at Our School.

### Casting
El 19 d'abril de 2020, Yoon Chan-young es va confirmar com a protagonista de la sèrie com un dels estudiants. Park Ji-hu es va unir al repartiment principal el 22 d'abril. L'1 de juliol, se'ls va unir oficialment Cho Yi-hyun, Lomon i Yoo In-soo. En seleccionar el repartiment, el director Lee Jae-kyoo va dir: "Vaig pensar que la incorporació d'actors que fossin excel·lents per actuar però que encara desconeguts pel públic augmentaria la immersió de la sèrie".

### Filmació
La producció es va suspendre temporalment l'agost de 2020 a causa de la repropagació de la pandèmia COVID-19 a Corea del Sud.